# Руфий Меций Плацид
Руфий Меций Плацид (на латински: Rufius Maecius Placidus) e римлянин, християнин през IV век.
Произлиза от фамилията Меции, клон Плацид. Вероятно е роднина на Марк Меций Мемий Фурий Бабурий Цецилиан Плацид (понтифекс, консул 343 г.).
Женен е за Валерия (* 335 г.), дъщеря на Вулкация (* 307 г.) и Луций Валерий Максим Василий (консул 327 г.) и сестра на Валерий Максим Василий (praefectus urbi 361 – 363 г.). Тя става чрез него християнка.